# Micantulina

Micantulina (лат.) — род цикадок из отряда полужесткокрылых.

## Описание
Цикадки длиной около 3—4 мм. Стройные; белые или желтоватые.
- Micantulina acuticeps (Linnavuori, 1962)
- Micantulina micantula (Zetterstedt, 1840)
- Micantulina pseudomicantula (Knight, 1966)
- Micantulina stigmatipennis (Mulsant & Rey, 1855)
- Micantulina teucrii (Cerutti, 1938)